# Comunità ebraica di Siena

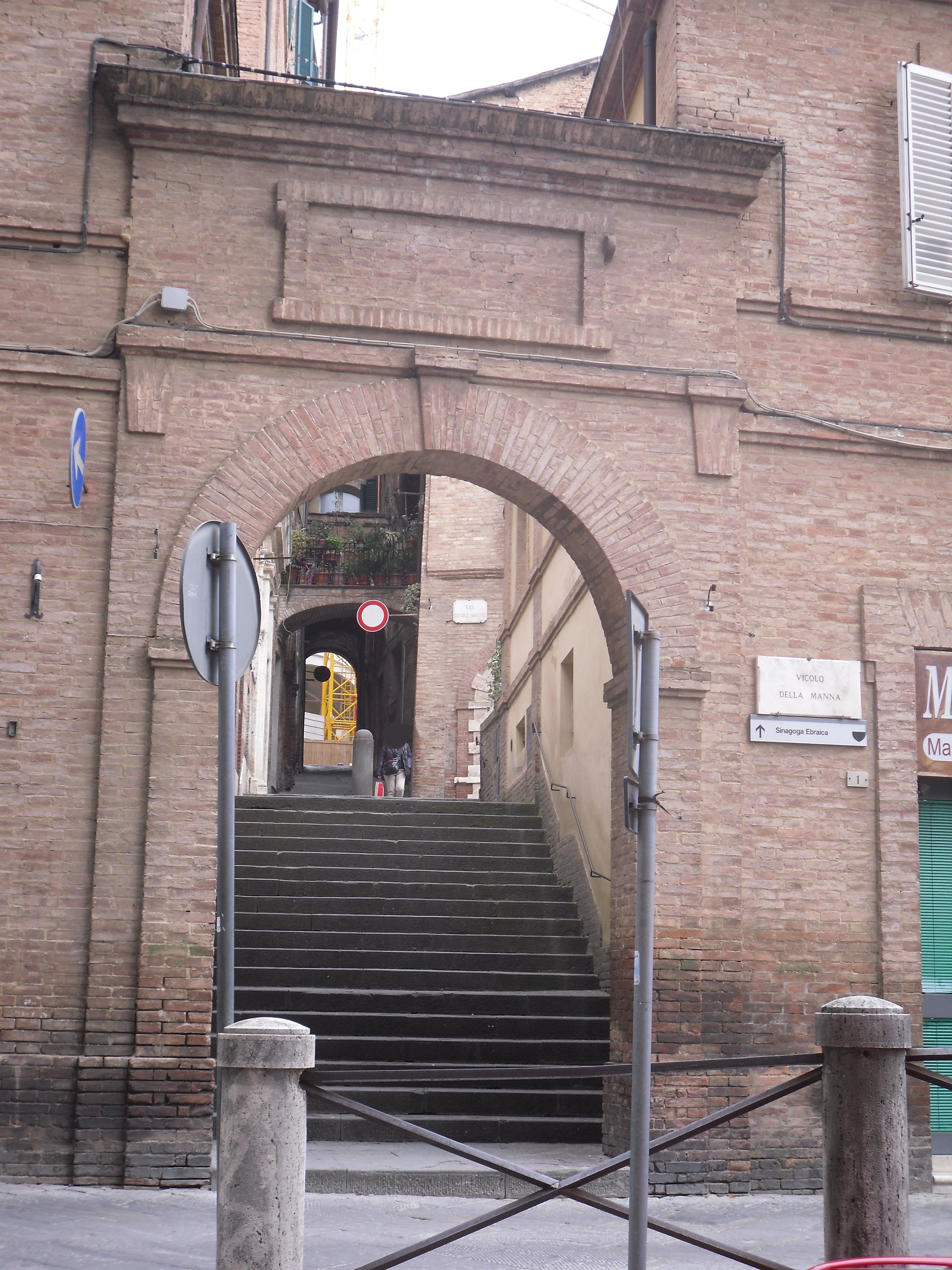
L'ingresso all'antico ghetto ebraico di Siena, tra vicolo della Manna e vicolo delle Scotte. Pochi metri oltre l'arco, al numero 14 di vicolo delle Scotte, sorge la Sinagoga.

La comunità ebraica di Siena è una delle più antiche della Toscana, ora sezione della comunità ebraica di Firenze.

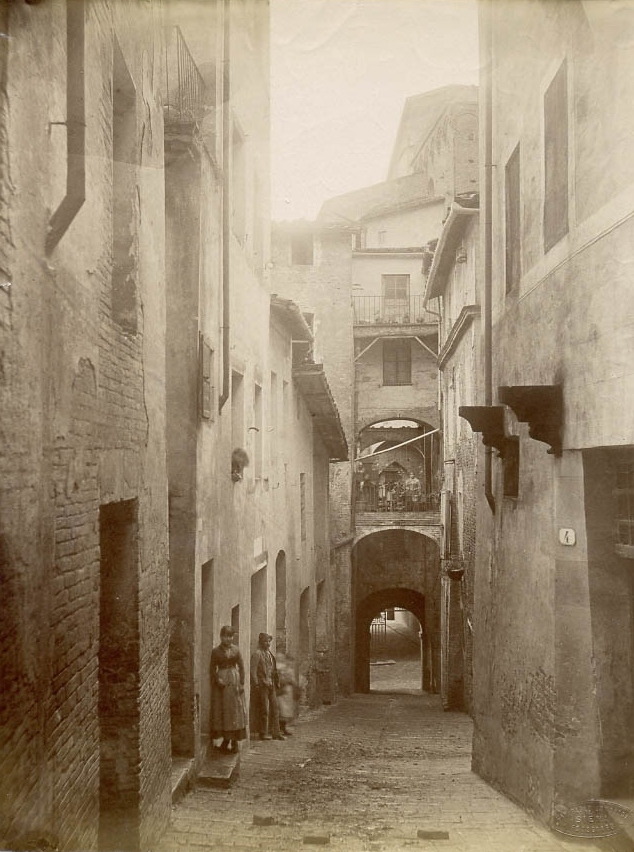
Il ghetto senese in una foto ottocentesca di Paolo Lombardi.

## Storia

### Repubblica di Siena
I primi documenti che attestano la presenza di ebrei a Siena risalgono al 1229. Agli ebrei italiani si aggiunsero in seguito gruppi provenienti dalla Spagna e dal Nord Europa. Nel 1335 Vitale di Daniele ricevette il permesso di aprire una banca a Siena, dando inizio ad un'attività destinata a prosperare per i successivi 350 anni. Quando la peste colpì nel 1348, gli ebrei furono incolpati e banditi dal vivere nel centro della città. Nonostante questo gli ebrei continuarono a risiedere e lavorare a Siena in una condizione di sostanziale tolleranza. La situazione andò peggiorando nel XV secolo quando, anche in seguito alle prediche di Bernardino da Feltre, fu imposto agli ebrei senesi nel 1493 di portare un segno di riconoscimento. Due anni dopo, un giudice fu incaricato di trattare tutti i casi di legge ebraica. Questa misura fu accolta con favore e agli ebrei fu dato il permesso di vivere e fare affari nel centro della città. Il famoso banchiere ebreo Ismaele de Rieti si stabilì a Siena. Nel 1457 agli ebrei fu concessa piena libertà religiosa. Fu fondata una Yeshiva, che rese la città il centro di studi religiosi ebrei per l'Italia centrale. Gli ebrei ricevettero anche l'autorizzazione a frequentare l'Università di Siena; tra il 1543 e il 1600, almeno undici ebrei si laurearono come medici all'Università. 

### Il periodo Granducale
Nel 1571 fu decretata la residenza coatta nel ghetto alla spalle della Piazza del Campo, dove gli ebrei senesi sarebbero rimasti fino al 1859. Tutti gli ebrei, indipendentemente dal loro reddito o status, dovevano adesso risiedere dentro i confini del ghetto. Avevano l'obbligo anche di indossare abiti particolari: un cappello di colore giallo per gli uomini, e una sciarpa per le donne, e dovevano a pagare una tassa speciale. Norme anti-ebraiche furono approvate che proibirono il coinvolgimento degli ebrei nel settore bancario, l'occupazione di lavoratori cristiani ed autorizzarono i commercianti ebrei a vendere solo merce di seconda mano. 
Nonostante queste difficoltà, gli ebrei di Siena continuarono a prosperare; molti continuarono anche a studiare all'università. Nel 1612 circa un centinaio di ebrei risiedevano in città; nel 1642 erano 219 e 371 nel 1685. Nel XVII secolo circa 500 ebrei vivevano nell'area del ghetto. A questo periodo risale la costruzione, iniziata nel 1786, della nuova sinagoga, in stile neoclassico.
L'occupazione francese portò alla comunità ebraica senese una svolta: il commissario francese Abram riconobbe, il 29 marzo 1799, gli ebrei senesi cittadini a pieno titolo e, a simboleggiare la raggiunta parità, le porte del ghetto furono bruciate in Piazza del Campo. Poche settimane dopo, tuttavia, quando i seguaci del moto antifrancese e antigiacobino del Viva Maria liberarono momentaneamente Siena dai francesi, si verificò, in tutta risposta, l'unico grave episodio di violenza cui fu vittima la comunità senese prima dell'Olocausto: il 28 giugno un violento pogrom causò ampie distruzioni nel ghetto e l'uccisione di 19 ebrei, 13 dei quali furono arsi vivi in Piazza del Campo, con il legno dell'Albero della libertà, che era stato ivi innalzato, usato per accendere il rogo. Il ritorno dei francesi restituì agli ebrei senesi i propri diritti, ma quell'episodio rimase un segno indelebile (la tragedia è ancor oggi commemorata a Siena con un digiuno annuale) e da allora cominciò il lento periodo di diaspora e declino della comunità.

### Dall'unità d'Italia ad oggi
L'emancipazione e la chiusura definitiva del ghetto nel 1859 aprirono grandi opportunità agli ebrei senesi nel nuovo Stato Italiano, ma accelerarono ulteriormente il declino demografico. Come ricorda una lapide commemorativa collocata presso la sinagoga, gli ebrei senesi combatterono (e molti morirono) come soldati nell'esercito italiano durante la prima guerra mondiale. Il periodo fascista vide la distruzione parziale del quartiere del ghetto nel 1935 per ragioni urbanistiche, e si concluse tragicamente con le leggi razziali e la deportazione di 14 ebrei senesi nei campi di sterminio nazisti.
La comunità ebraica senese è, al giorno d'oggi, composta da poche famiglie (con un centinaio di iscritti) e non raggiungendo le dimensioni sufficienti per formare una comunità autonoma, è annessa a quella fiorentina.
Il cimitero in via Certosa (fuori Porta Romana) è stato l'unico ad essere usato dalla comunità dalla sua fondazione; vi si trovano tombe dal Cinquecento ad oggi.

## Targhe commemorative
Due targhe commemorative, collocate a fianco del portone della sinagoga di Siena, ricordano i due eventi tragici che hanno segnato la storia degli ebrei senesi: il pogrom del 28 giugno 1799 ad opera dei sostenitori del Viva Maria e le deportazioni dell'Olocausto nel 1943-44. 

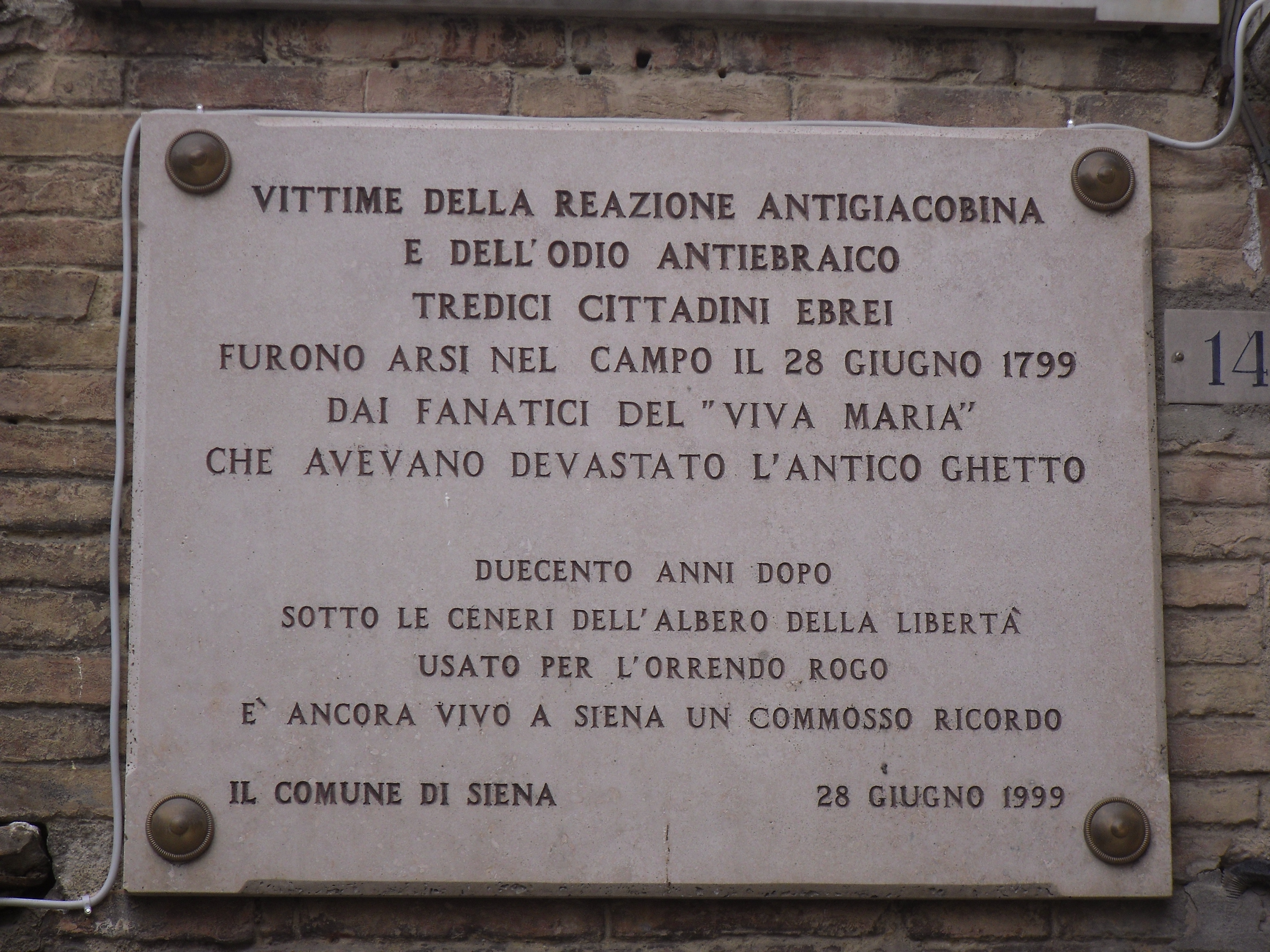
Targa commemorativa delle vittime senesi del Viva Maria.
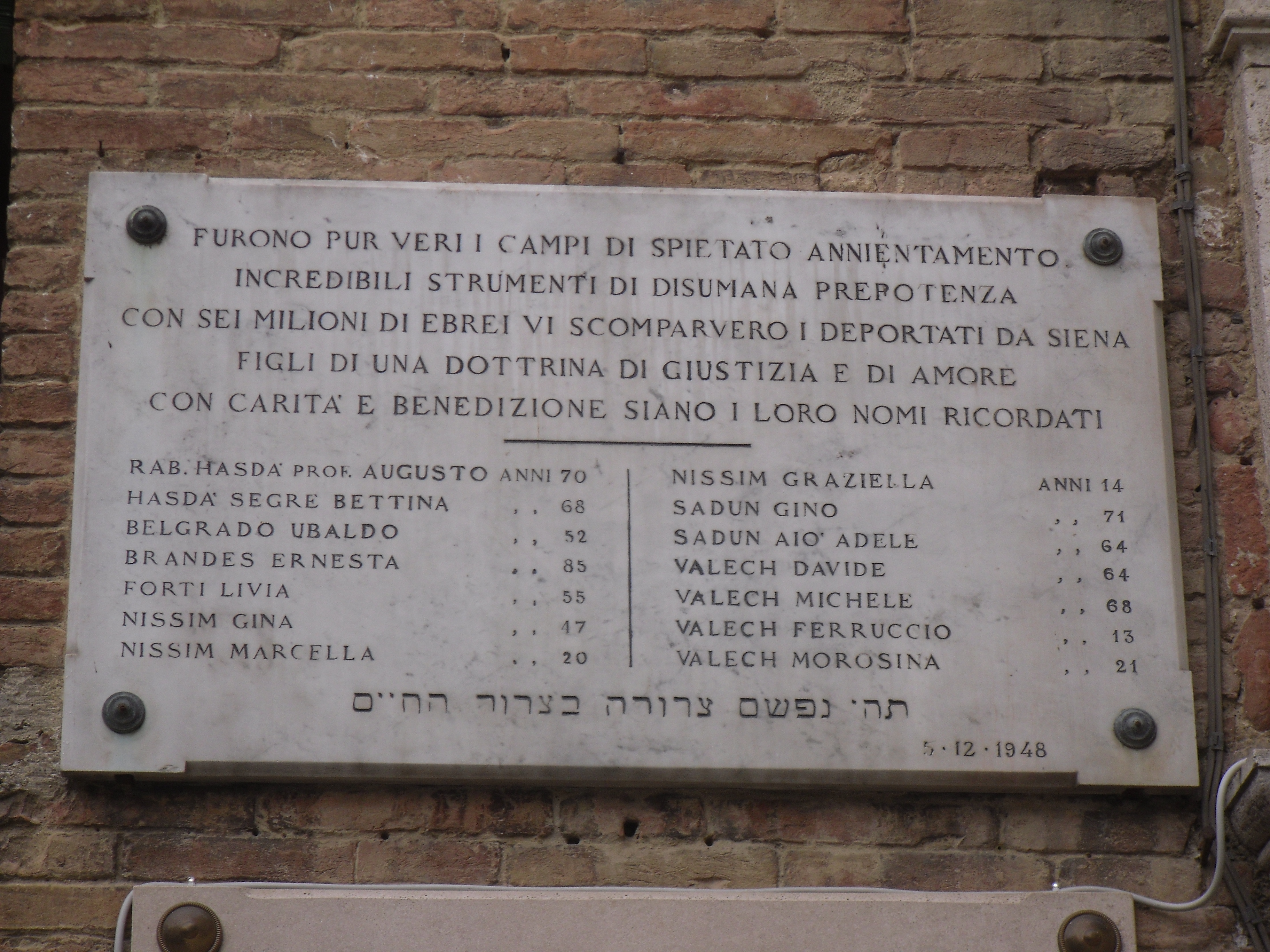
Targa commemorativa delle vittime senesi dell'Olocausto.